# Anthicus versicolor
Anthicus versicolor is een keversoort uit de familie snoerhalskevers (Anthicidae). De wetenschappelijke naam van de soort is voor het eerst geldig gepubliceerd in 1865 door Kiesenwetter.